# 象潟

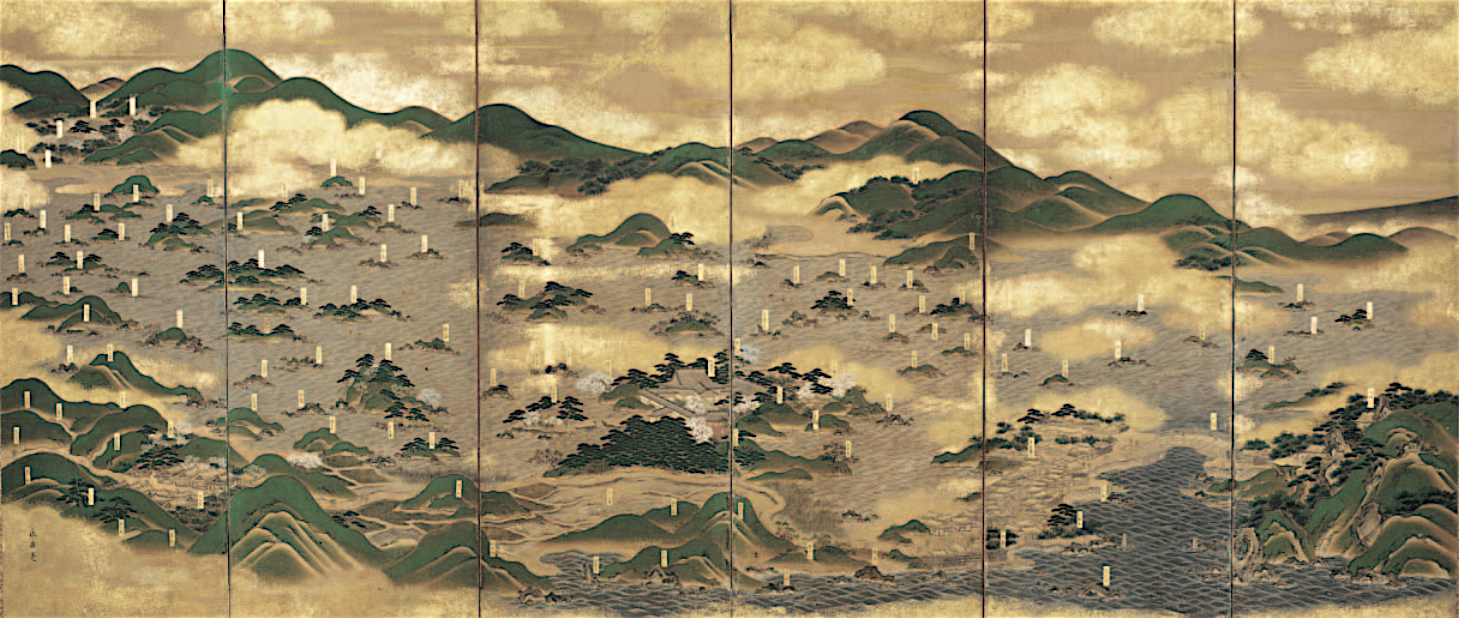
象潟湖が消滅する以前の象潟（紙本着色象潟屏風図）

象潟（きさかた）は、秋田県にかほ市象潟地域の地形である。現在は陸地だが、かつては潟湖（入り江）で、潟湖に島々が浮かぶ景勝地であった。「東の松島 西の象潟」と謳われ、同じく東北地方の景勝地の松島と並び称されていた。
象潟は国の天然記念物で、鳥海国定公園の指定地。また2014年よりおくのほそ道の風景地の一つとして国の名勝にも指定されており、「おくのほそ道最北の地」と銘打たれている。

## 地理（象潟の成立）
象潟の島々は、鳥海山の大規模な山体崩壊及び、その土砂が日本海に流れ込んだことによって生じたもので、いわゆる流れ山地形である。鳥海山の山体崩壊の部位は、馬蹄型地形となった。鳥海山から流出した土砂は約60億トンと推計されている。上記の流出土砂によって森の木々が地中に埋もれてしまい多数の「埋れ木」が生じた。象潟地域で土木工事を行うと埋れ木が多数検出されることがあり、象潟インターチェンジの建設工事では約150本もの埋れ木が検出された。鳥海山の山体崩壊の時期（年代）については、埋れ木の年輪年代測定の結果、紀元前466年と判明している。当該期は縄文時代晩期だが、それを裏付けるように、土砂が流れ込んだとされる地域には、その時代の遺跡が全く見られない（当該地の村落がすべて分厚い土砂に埋め尽くされたため）。山体崩壊による土砂流出は、白雪川流域をメインに下って日本海に達しており、仁賀保駅周辺にも大規模な流れ山地形が見られる。
潟湖（入り江）は以下のように生じた。象潟地域は日本海の沿岸に位置しているが、日本海からの波が象潟の土砂を侵食し入り江が生じた。島々（流れ山）は侵食されることなくそのまま残った。その後島々を囲うように砂州が発達して潟湖となった。島々には木々が生い茂り、風光明媚な象潟の景観が形成された。
上記には異説もあり、それは地震で地盤が沈降して潟湖が成立したという説である。これは『日本三代実録』の記述によるもので、嘉祥3年（850年）に地震のため象潟の地盤が沈降し、象潟湖が成立したという。この記述の信憑性については諸説ある。　
東北地方の、他の著名な潟湖には十三湖があり、最大水深は約3ｍ程しかないが、象潟も同様の水深であったとされる。十三湖はシジミが特産品だが、象潟も同様にシジミが特産品であった。これは潟湖の特質上、汽水となり、シジミの生育に適しているためである。

## 歴史

### 近世まで

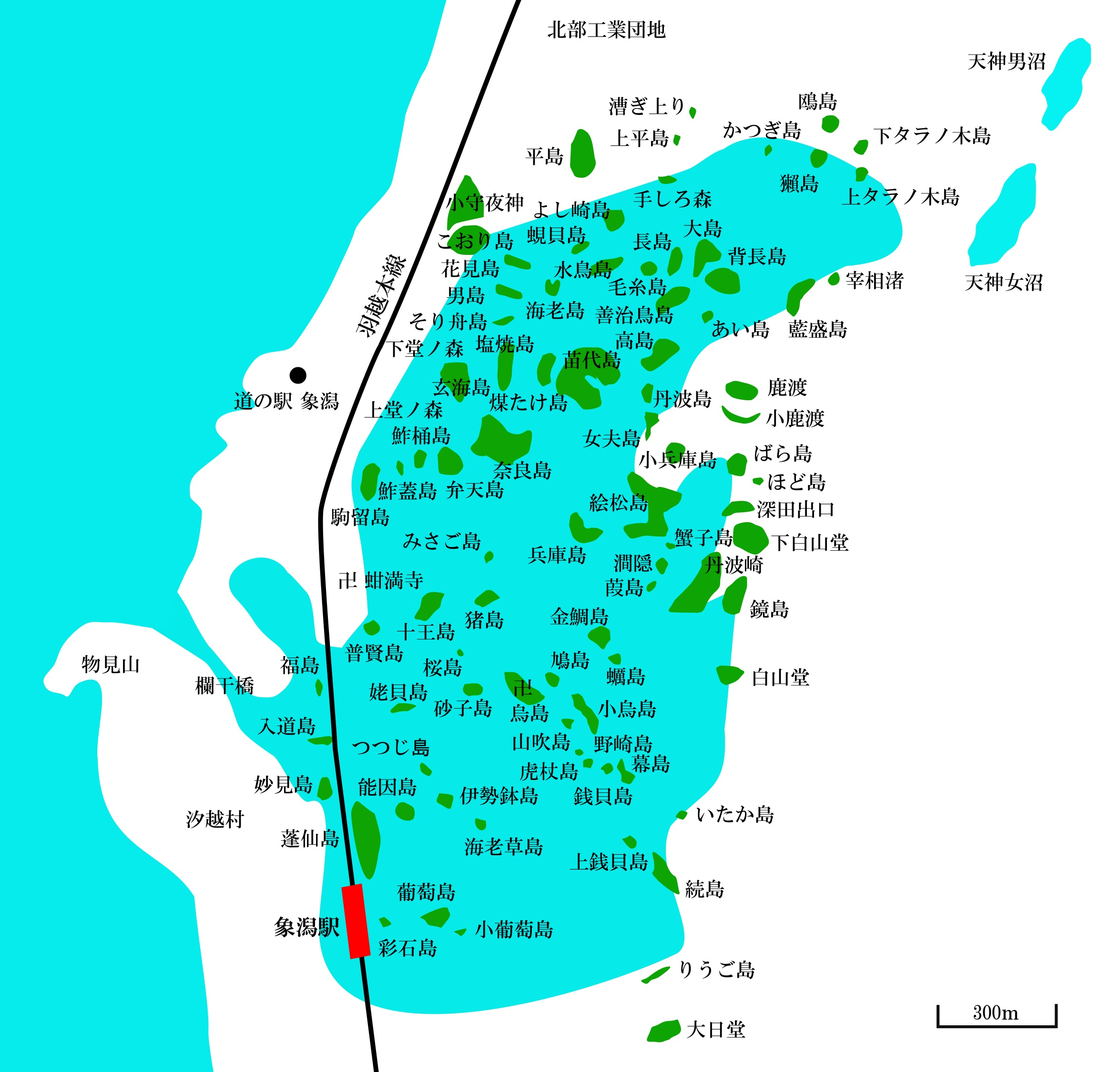
19世紀初頭の象潟の模式図

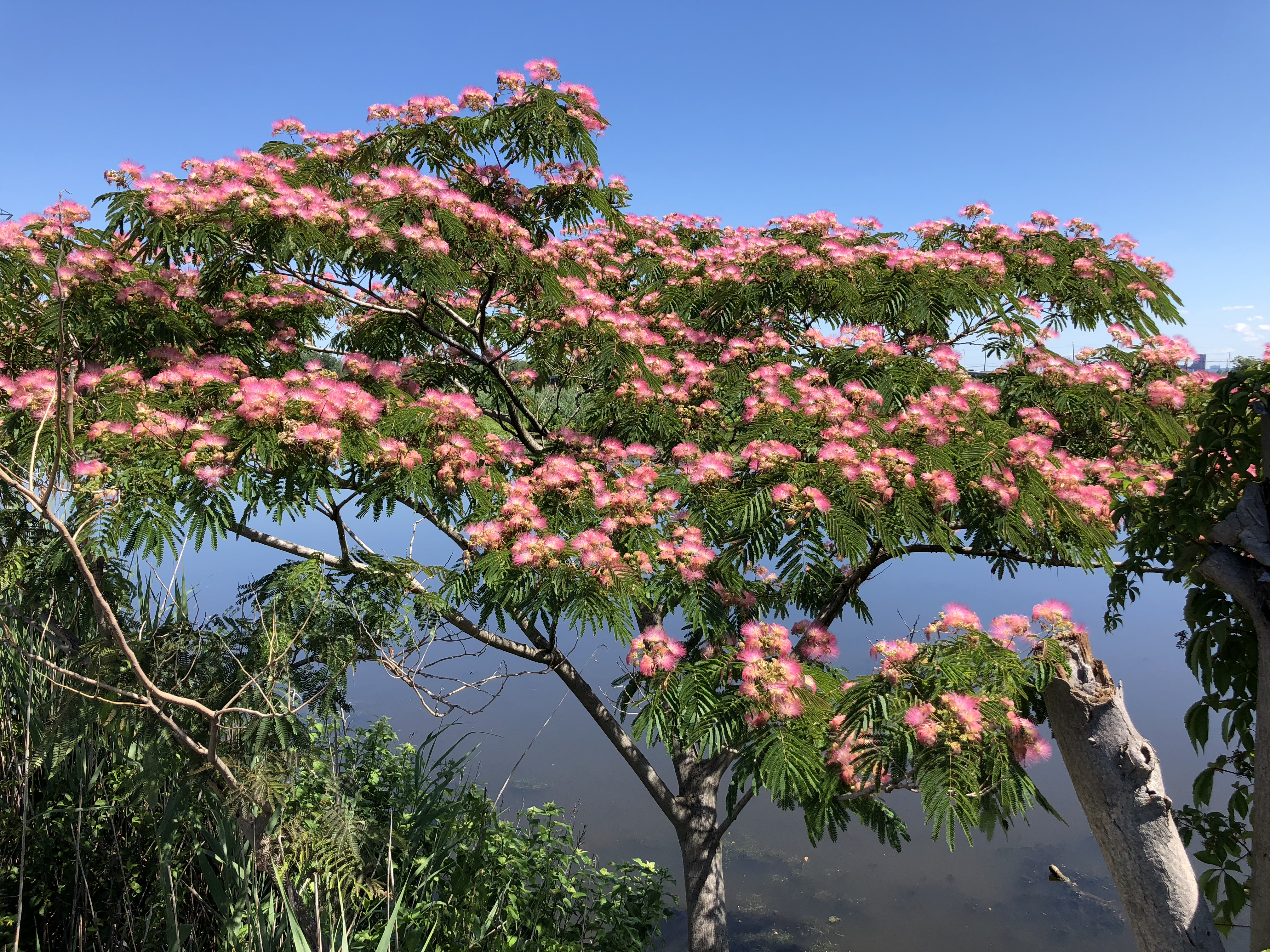
合歓（ねぶ）の花

古代より象潟は、景勝地・歌枕の地として広く知られていた。島々は「九十九島」、潟は「八十八潟」と称されていた。『古今和歌集』や『新古今和歌集』などに当地を詠んだ歌が収録されている。古代・中世には能因・西行といった文化人が象潟を訪れた。西行は「象潟の 桜は波にうづもれて 花の上漕ぐ あまの釣り舟」という和歌を詠んだ。浄土真宗の開祖親鸞も象潟を訪れていたとする伝承があり、蚶満寺の境内に「親鸞上人腰掛の石」と称される石がある。
近世には能因・西行を偲んで、松尾芭蕉ら俳人が多数、象潟を訪れた。芭蕉が著した『おくのほそ道』には以下の記述がある。
芭蕉は『おくのほそ道』において「松島は笑ふが如く、象潟は憾（）むが如し」（松島は笑っているようで、象潟は憂愁に沈んでいるようだ）と評した。また芭蕉は「象潟や 雨に西施が 合歓（）の花」という句を象潟で詠んでいる（中国の美女西施が、西湖で入水自殺したとする故事を踏まえたもの）。『おくのほそ道』の刊行後は、それに影響を受けた文人が多数、象潟を訪れるようになった。
象潟では、当地で船頭を雇って船で漕ぎ出して遊覧し、いずれかの島に上陸して、名産のシジミを肴に酒を飲みながら和歌や俳句を詠むのが、風流な遊びとみなされていた。三浦迂斎という文人は、遊女を連れて象潟の島に上陸し、そこで豪遊したという。

### 象潟湖の陸地化の進行（18世紀）

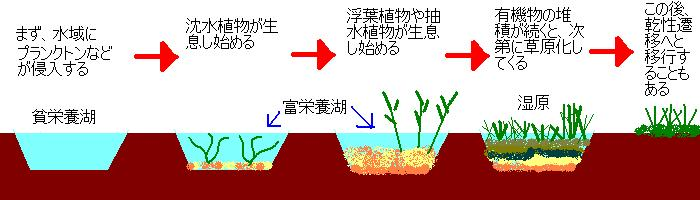
湿性遷移の模式図

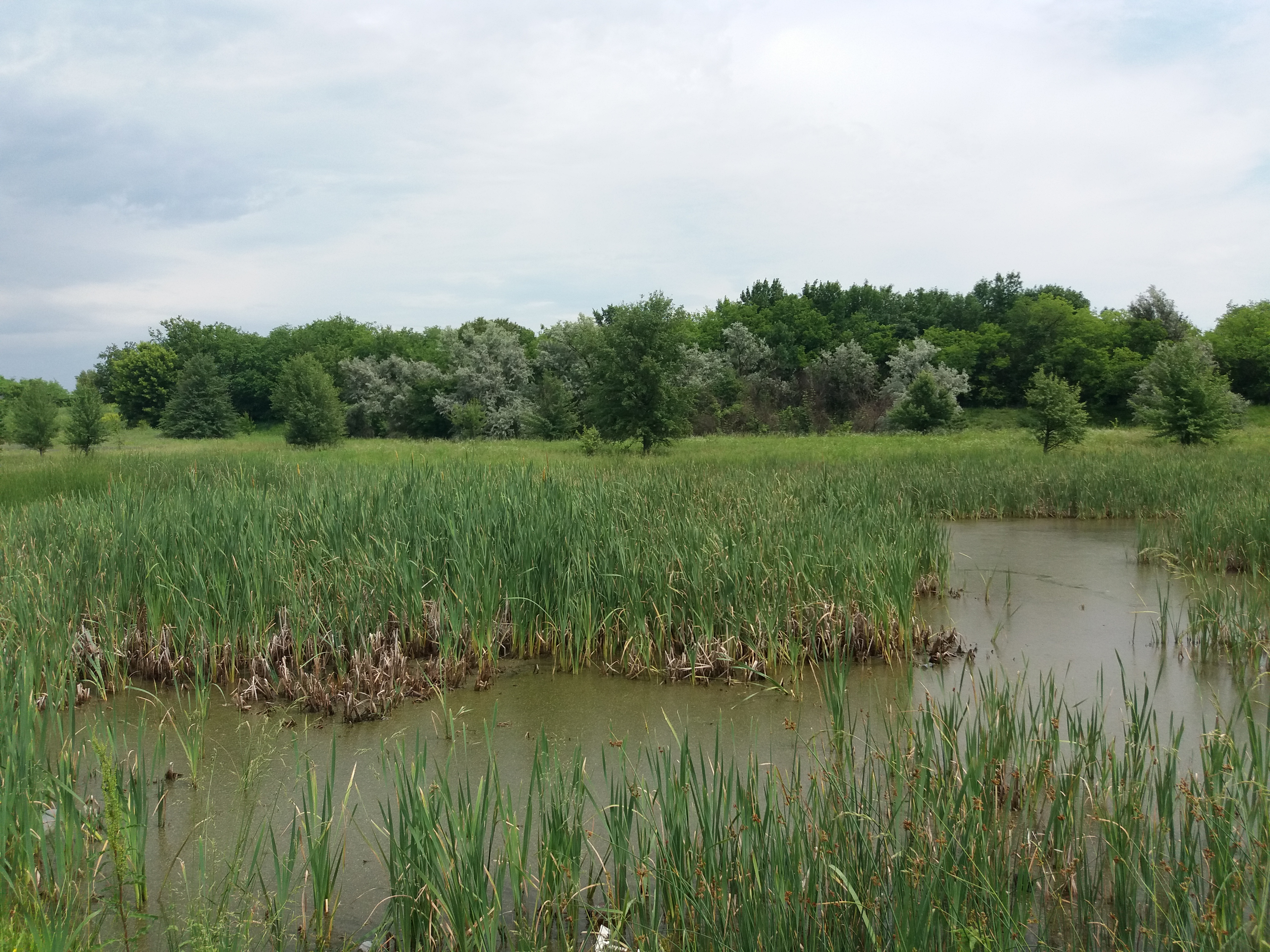
草が生い茂った沼地の例。古川古松軒の記録によれば、18世紀後半に象潟湖は、湖面に草が生い茂るようになってしまっていたという。

潟湖について、地理学的・植生学的には、流入河川がもたらす土砂の堆積や湿性遷移によって、元々浅い水深が更に浅くなり、（土砂の浚渫など人為的に手を加えなければ）最後は陸地化して消滅するというのが定説だが、象潟湖もその定めから逃れることはできなかった。現代に残る文献史料からは、18世紀に入ると急激に象潟湖の陸地化が進んだことを窺い知ることができる。後述のように象潟湖は象潟地震に伴う地盤隆起によって完全に消滅するが、それ以前から湖の陸地化の進行によって、その風光明媚な景観は消滅の危機に瀕していた。 湖域で恒常的に干上がってしまった部分では、農民によって耕地へと変えられていった。干上がった部分に存在していた島は、切り崩されて消滅していった。象潟湖の陸地化の進行によって、先述の象潟湖での「風流な遊び」を催すことも困難になった。これは水深が浅くなったことで（とりわけ干潮時は）象潟湖に船で漕ぎ出すことが困難になったためと、海へと繋がる湖口が土砂の堆積によって閉塞されることがあり、次第に湖の水質が汽水から淡水に変化してシジミの生息数が減少し、それを採取しにくくなったためである。
象潟地域を領有する本荘藩は、象潟の消滅の危機に際し手をこまねいていた訳ではなく、様々な手を尽くしていた。明和元年（1764年）に本荘藩は、象潟湖畔に存する蚶満寺に象潟の支配と管理を命じ、百姓には（景観維持のため）森に松や杉を植林するよう命じた。しかし象潟の荒廃は改善されなかったため、明和7年（1770年）に本荘藩は再度命令を発し、蚶満寺に象潟の管理を命じているにもかかわらず、耕地化が進んでいることを寺に注意し、潟内に耕地を開発することや、埋め立て地を拡大することを禁止すると厳命した。これらの本荘藩の政策によっても象潟の陸地化の進行を食い止めることはできなかった。18世紀後半には中山高陽・菅江真澄・古川古松軒が象潟を訪れ、記録を残しているが、次第に象潟の景観が崩壊していく様子が窺える。
安永元年（1772年）に南画家の中山高陽が象潟を訪れ、自著『奥游日録』で「象渚は閑雅なるは天下無対と思はる」と評した。他方で象潟湖の陸地化が進んでいたことにも言及しており、「（多くは）田となりて島も崩れたりと見ゆ」「今の気色にては、三、四百年も経たらば、入り潮もなくなりて、この潟は埋れ果てなん」とも著している。象潟の保全は当地を治める領主の責任であり、象潟の陸地化を防ぐため海へ通じる湖口を広げ、土砂の浚渫を行うのはどうかと、中山は『奥游日録』で主張している。
天明4年（1784年）に旅行家の菅江真澄が象潟を訪れ、自著『あきたのかりね』に、文章と絵図で当時の景観を記録した。「潟のへたは田面畑」と著すなど象潟湖の周囲が耕地化されていたことと、海からの波によって砂が運ばれ、湖が浅くなってきていることを記録している。
天明8年（1788年）に旅行家の古川古松軒が象潟を訪れ、自著『東遊雑記』に、「此地はいかの事にて名の高き事にや、不審なる事なり」「名に聞きしよりは悪し」と著し、象潟は景勝地として名高いので足を運んだにもかかわらず、みすぼらしい景観で、期待を裏切られて落胆したと、象潟を酷評している。『東遊雑記』には当時の象潟の景観について「北の方には民家の墓所にて見苦しく、東南の方には藁ぐろなどいへるものを並べ、干潟は無名の草茂り、枯木・破竹など打ちりて、奇麗なる所は稀なり」と記録している。古川の記録から、18世紀後半に象潟湖は、湖面に草が生い茂るようになってしまったことが分かる。なお古川は、薩摩国（鹿児島県）の坊津・桜島の方が景観が優れていると評している。
伊能忠敬一行は、享和2年（1802年）に象潟を訪れ、当地を測量した。伊能図は象潟地震で消滅する直前の象潟湖の姿を記録している。

### 象潟地震による象潟湖の消滅

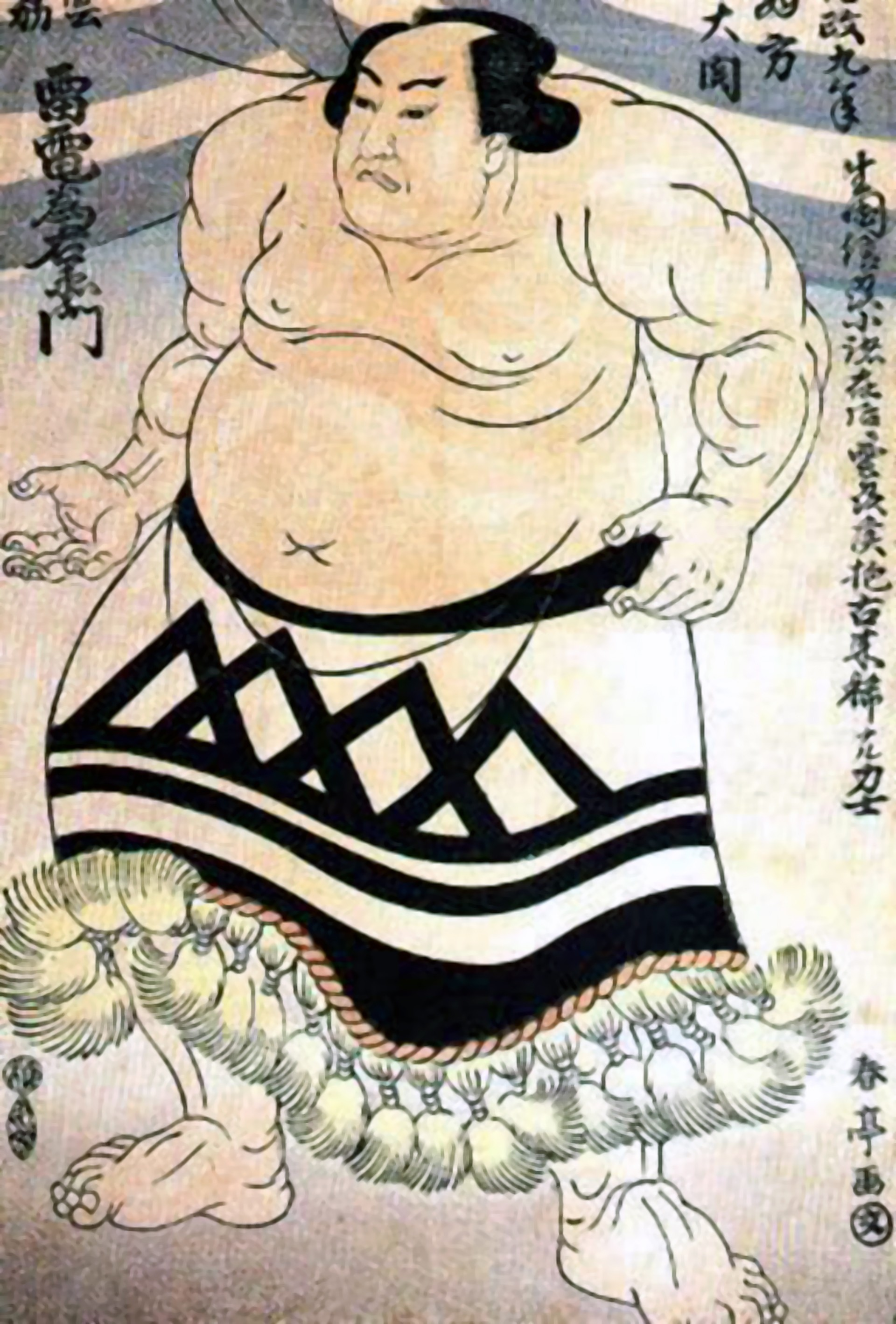
雷電爲右エ門像
雷電は当時の力士としては高い教養の持ち主で日記を著しており、象潟地震の惨状を日記に記録した

文化元年6月4日（1804年7月10日）の夜四ツ時（午後10時頃）に、出羽国由利郡と庄内地方を中心とする象潟地震が発生した。地震の後、津波も襲来した。この地震により地盤が数メートル隆起し、水深の浅かった象潟湖は完全に干上がり、消滅してしまった。本荘藩から江戸幕府への被害届で、象潟の被害は「泥涌出埋」と記されているが、当時の人々は地震で地面が隆起したことを理解できず、泥が地中から湧き出て象潟湖が埋まってしまったものと認識していた。
江戸時代の名大関雷電爲右エ門は地震の2ヶ月後に象潟を訪れており、その時の様子を自著『雷電日記』に記録している。

### 覚林による象潟保存運動

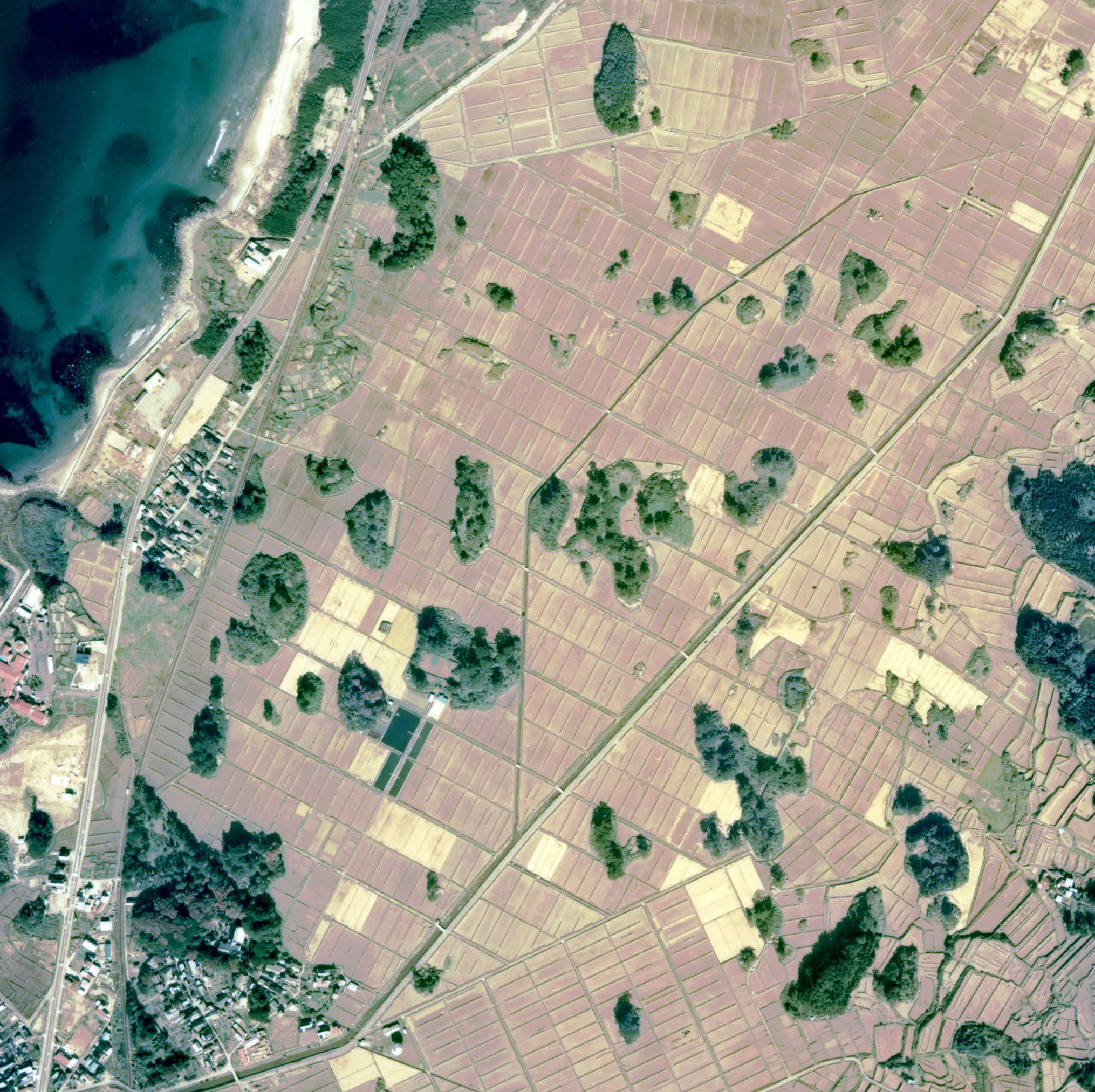
上空から見た象潟（1976年）

六郷政速が治める本荘藩は、地震と津波で甚大な被害を受けた。そのため象潟湖が隆起してできた干潟を干拓し、新田開発を行うことで藩政を立て直すことを企図するようになった。文化3年（1806年）から潟跡の新田開発の計画が立案され、開墾しやすい場所（象潟の北側）から新田開発が実行された。しかし干上がった部分は、かつての汽水湖の湖底のため、作物は塩害の被害を受けた。そのため本荘藩は（汽水に沈んでいなかった）象潟の島々を削って、その土砂で地盤改良を施すことを計画した。
これに対し、蚶満寺住職・覚林が景勝地開拓の反対運動を始めた。覚林は本荘藩に景観の維持を要望する嘆願書を度々提出したが、藩からの返答はなかった。藩が自分の主張を受け入れないとみた覚林は京に赴き、閑院宮家を訪ね、蚶満寺を閑院宮家の祈願所にしてほしいと懇願した。閑院宮家は覚林の懇願を受諾し、文化9年（1812年）3月に蚶満寺は閑院宮家の祈願所となった。覚林は朝廷の権威を背景に象潟の開拓反対運動を展開しようとしたが、覚林の動向を知った本荘藩は直ちに覚林に謹慎を命じ、寺に押し込めた。歴史学者の長谷川成一は、覚林が江戸幕府でなく閑院宮家を頼ったのは、象潟が、歌枕として和歌に詠まれるなど文化的に重要な地であり、日本文化の継承を保証する存在は、武家ではなく天皇や公家と認識していたためではないかとしている。
文化10年（1813年）4月に本荘藩は閑院宮家に対し、覚林は謹慎中の身であるので祈願所の件は取りやめてほしいとの書状を発した。これに対し閑院宮家は、覚林は以前から閑院宮家に出入りしており、どのような理由で処罰されることになったか理解に苦しむとし、出羽国には有栖川宮家の祈願所となった善寳寺の先例もあると反論した。
閑院宮家は文化12年（1815年）に、本荘藩藩主六郷政純の家老宛に再度書状を発し、本荘藩を厳しく糾弾した。この書状での閑院宮家の主張は以下のとおりである。
- 象潟と蚶満寺の由緒は閑院宮家の認めるところである。
- 蚶満寺は閑院宮家の祈願所と認めるところであり、蚶満寺の閑院宮家の称号を付した建札を藩が勝手に排除したことは、閑院宮家への侮辱である。
- 藩は蚶満寺に象潟の支配を認めたにもかかわらず、地震後に象潟の新田開発を藩が百姓と共に行うことは、寺領の侵犯であり、武家諸法度14条「諸国散在之寺社領ハ自古至干今所附来ハ不可取放之（諸国に散在する寺社領は、昔からのものは今後領地を取り離してはならない）」に違反するのではないか。
- 藩の財政のため新田開発を行い「古蹟」を消滅させることは、けしからぬことである。

覚林と閑院宮家の反対運動により、かつての象潟の湖域は開拓されたが、島々はそのまま残されることになった。覚林はその後、身の危険を感じ、本荘藩を出奔し、江戸の寛永寺に身を寄せた。しかし本荘藩の謀略によって文化15年（1818年）7月に覚林は捕縛され、本荘藩へ送還されて投獄された。覚林は文政5年（1822年）に獄死したという。
山伏の野田泉光院は、文化13年（1816年）7月に象潟を訪れ、自著『日本九峰修行日記』に、新田開発がなされた象潟について以下の記述を残している。
後年、作家の司馬遼太郎は自著『街道をゆく』において、「（象潟は）いまも、田園のなかに六十ほどの旧の島が残っているが、覚林の主張と死に、六郷藩（本荘藩）がおびえた結果であるかもしれない」と綴った。

### その後の象潟

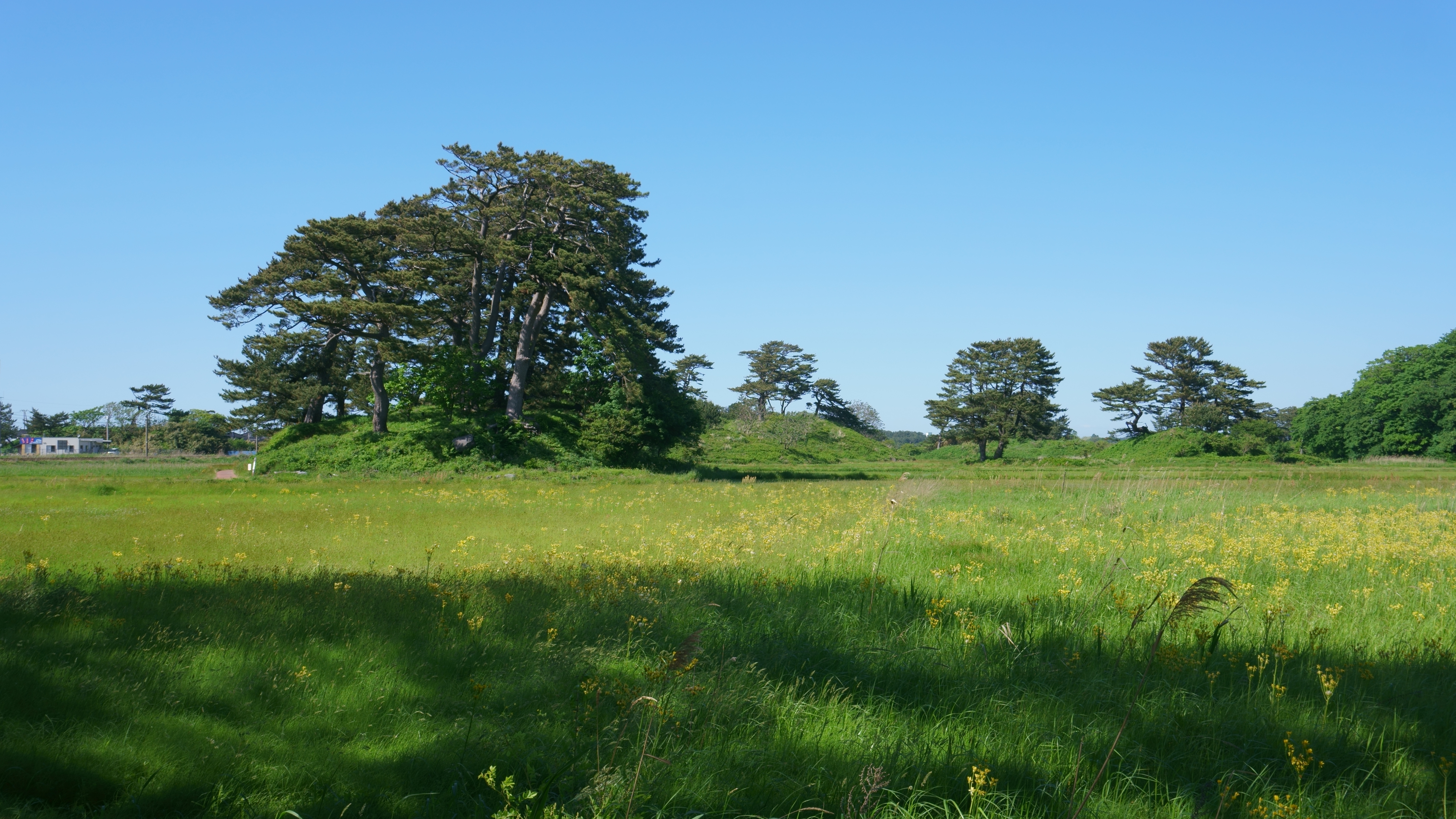
蚶満寺から見た象潟

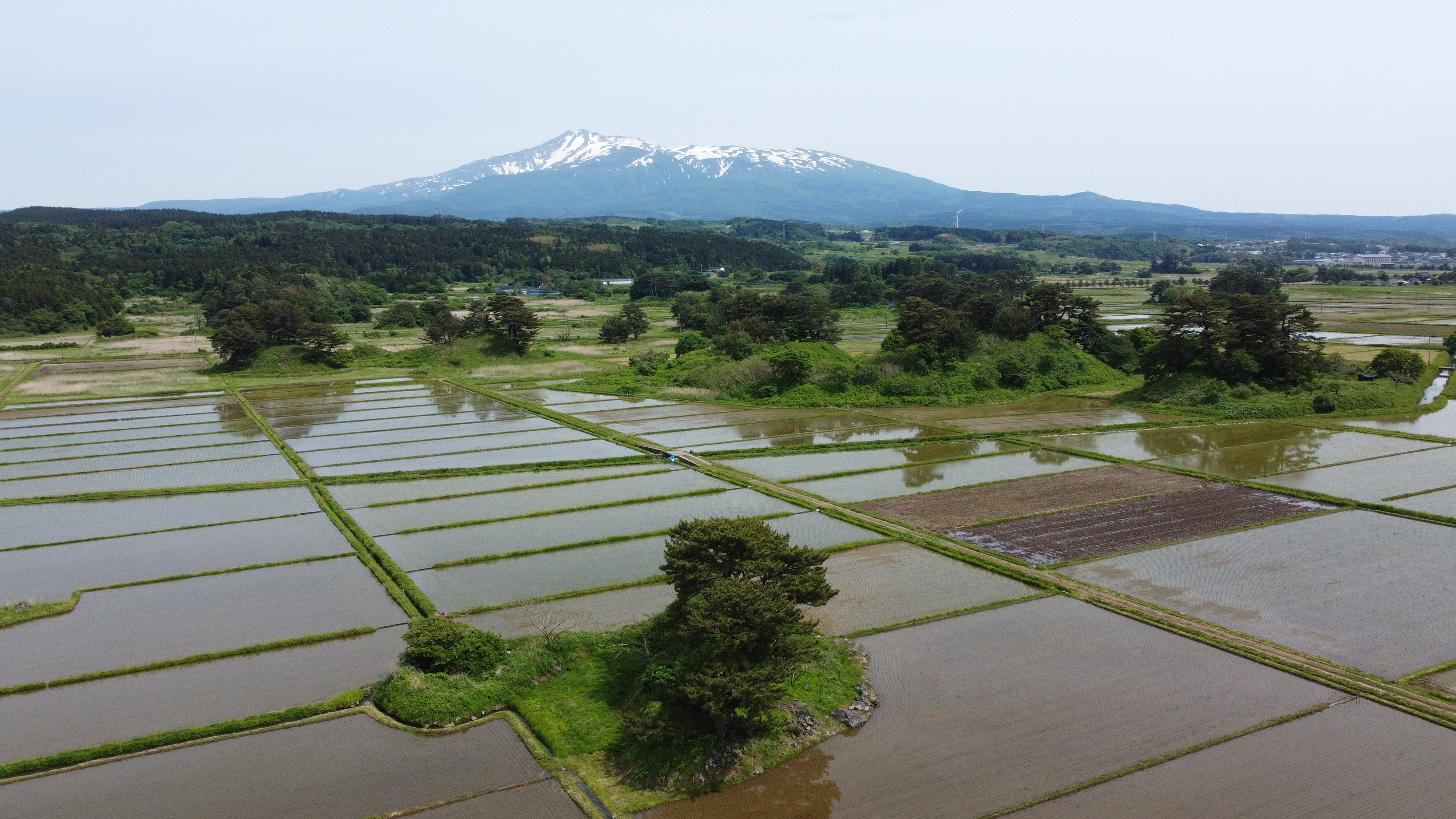
田植えの季節を迎えた象潟

俳人の正岡子規は、松尾芭蕉200回忌の明治26年（1893年）に、芭蕉の足跡を訪ねて東北地方各地を旅行し『はて知らずの記』を著した。子規は隆起後の象潟も訪問している。
昭和9年（1934年）に、島々は「象潟」という名称で国の天然記念物（地質鉱物の部）に指定された。指定説明は以下の通り。
1980年代からは、島々の松に松くい虫の被害が生じるようになった。この問題に対し、地域住民によるボランティア団体が組織され、松くい虫を防ぐ樹幹注入剤の松への注入や、新しい松の植栽がなされている。
現在も60ほどの島々が水田地帯に点々と残されており、当時のまま九十九島という名称が付けられている。蚶満寺境内から、象潟の旧湖域相当箇所の一部には、往復数キロに及ぶ遊歩道（一部は農道と兼用）が設けられており、島々を巡ることができる。とりわけ田植えの季節で、一帯の田圃に水が張られると、往年の潟湖の時代の象潟を髣髴とさせる風景が浮かび上がり、当時の光景を偲ぶことができる。道の駅象潟の展望台から、この九十九島を望むこともできる。象潟郷土資料館では、鳥海山の山体崩壊によって生じた泥流に閉じ込められた埋れ木や、往時の象潟の再現模型が展示されている。

## その他

### 松浦清と象潟

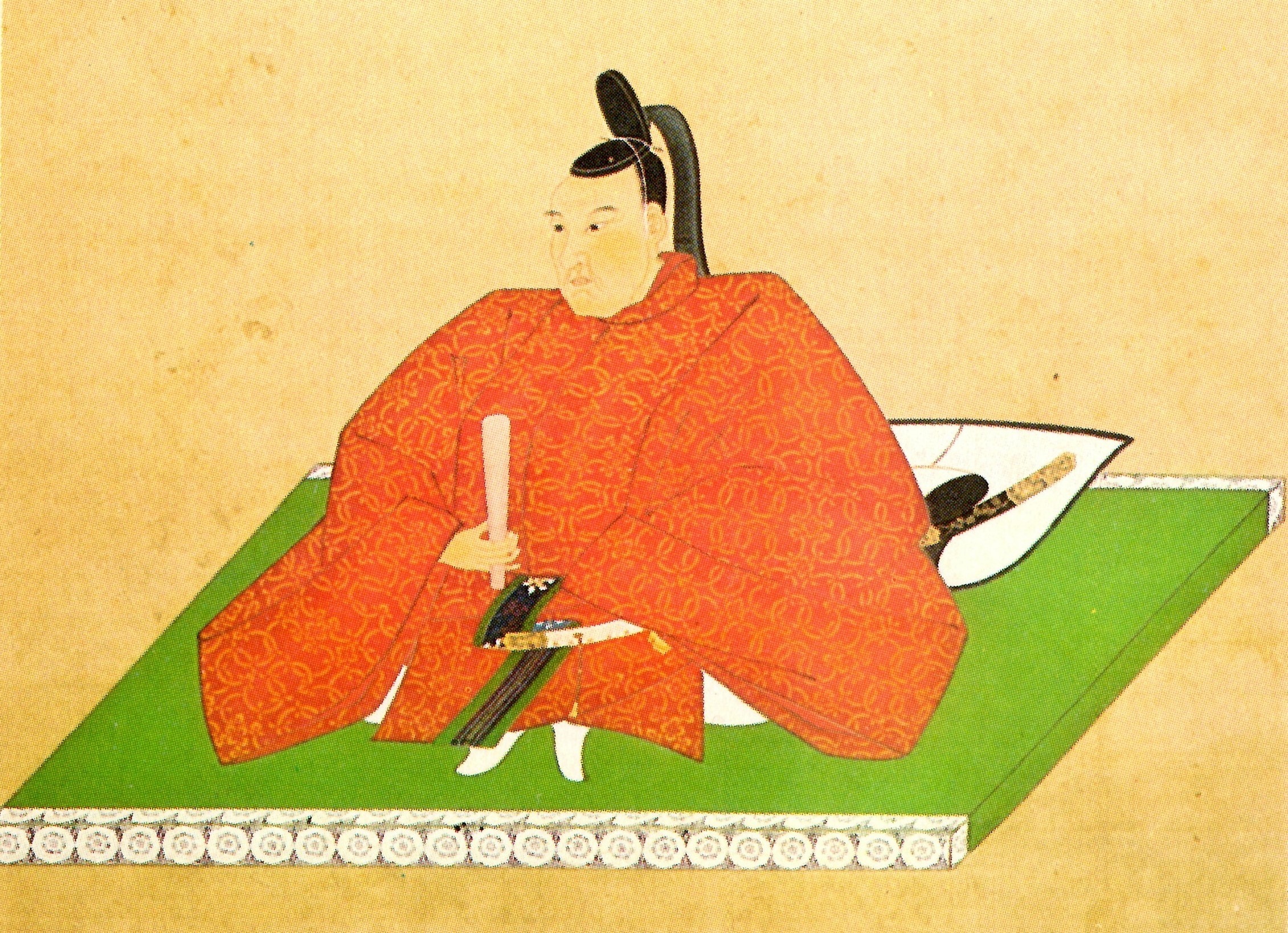
松浦清像。

松浦清は肥前国平戸藩の第9代藩主で、随筆『甲子夜話』を著したことで知られる。松浦清は本荘藩藩主の六郷政速と交流があり、本荘藩の江戸藩邸を訪れた。六郷政速は御用絵師に書かせた象潟図屏風を松浦清に見せ、家臣に当該地について説明させた。松浦清は「象潟の景勝は言語に絶する見事さであると思った」と『甲子夜話』に記している（ただし松浦清は現地を訪れていない）。その後六郷氏より、象潟が地震で陸地化したことを知らされると「景勝地が失われたことは残念であるが、潟跡を開墾し、三万石の増収が図られるのであれば、領主・領民とも幸せではないか」と『甲子夜話』に記した。松浦清も六郷政速と同じく、干上がった象潟の景観を保存するという考えは持ち合わせていなかった。歴史学者の長谷川成一は、当時の価値観から鑑みれば、多島海として著名な象潟が、干上がってしまった以上、景観の保全よりも当該地を開拓して増収を図るのが得策と考えるのが（地震による被害で困窮していた藩主・領民共）常識的であり、景観の保護を主張する覚林の考えは、当時は先駆的で、一般大衆からは常識外れであった可能性を指摘している。
北松浦半島西岸（相浦地域〜鹿町町）に連なる九十九島は、当地にあやかって松浦清が付けた名称とされる。

### アイヌ民族との関係
現在の象潟郷土資料館には象潟で蒐集された多数の史料や物品が収蔵されているが、収蔵品の中には北海道内でも希少な日本海側のアイヌ語についての資料や、アットゥシの現物といったアイヌ民族に関連する象潟現地の文物が多い。また、象潟にある神社の江戸時代の絵馬にも、アットゥシが描かれているものがある。